# هانس فون روزنبرگ
هانس فون روزنبرگ (انگلیسی: Hans von Rosenberg؛ ۲۶ دسامبر ۱۸۷۴ – ۳۰ ژوئیهٔ ۱۹۳۷) یک سیاست‌مدار اهل آلمان بود.